# Aeroportul La Coloma
Aeroportul La Coloma (IATA: LCL, ICAO: MULM) este un aeroport din Provincia de Pinar del Río⁠(d), Cuba ce deservește zona Pinar del Río.
Situat la o altitudine de 41 m, aeroportul dispune de o singură pistă.